# Остров юности (фильм)
«Остров юности» — советский фильм 1976 года режиссёра Бориса Шиленко.

## Сюжет
Девятиклассники сельской школы решили организовать свой молодёжный колхоз, самостоятельно вырастить и собрать урожай. Директор школы поддержал ребят, и они, несмотря на непростые отношения в их молодёжном коллективе, смогли осуществить задуманное, поверили в свои силы.

## В ролях
- Владимир Андреев — Сашко
- Оля Демшевская — Марина
- Виталий Лобзин — Ромка
- Сергей Маслобойщиков — Борис
- Тамара Синицкая — Катя
- Николай Скоробогатов — Пётр Митрофанович
- Александр Мовчан — Михаил Антонович
- Борис Новиков — дед Степан
- Юрий Бондаренко — Колька
- Алексей Руденко — Котька
- Ирина Щербинина — Зоя
- Людмила Алфимова — колхозница
- Владимир Волков — колхозник
- Виктор Полищук — колхозник
- Александр Милютин — водитель
- Галина Долгозвяга — мама Ромы
- Людмила Сосюра — тётя Клава
- Василий Фущич — Василий Васильевич
- Зоя Василькова — эпизод

## Критика
Журнал «Новини кіноекрана» (1978) отнёс фильм к неудачным фильмам которые «лишены высоких мыслей, борьбы страстей и чувств», журнал «Вітчизна» (1978) писал:

…неудачный, серый, лишенный правдивости и фильм «Остров юности». Создавать фильмы о юности и для юности — дело нелегкое оно требует вдумчивого труда. Но в данном случае автор сценария А. Власов к решению темы (участие детей в жизни колхоза своего села, их стремление создать «свой», детский колхоз) отнесся легкомысленно. Фильм получился примитивным, обозначенным ремесленными штампами. И как следствие-еще одна режиссёрская неудача.